# Neuilly-en-Véxin
Neuilly-en-Véxin ( fransk udtale ?) er en lille fransk kommune i departementet Val-d'Oise. Som navnet antyder er kommunen beliggende i naturområdet Vexin Français. Kommunen er mest kendt for, at det højeste punkt (207 meter over havet) i regionen Île-de-France er beliggende i kommunen.